# Relations entre l'Inde et le Mexique
Les relations entre l'Inde et le Mexique font référence aux relations internationales qui existent entre la république de l'Inde et les États-Unis mexicains. Les deux nations sont membres des grandes économies du groupe des vingt (G-20) et des Nations unies.

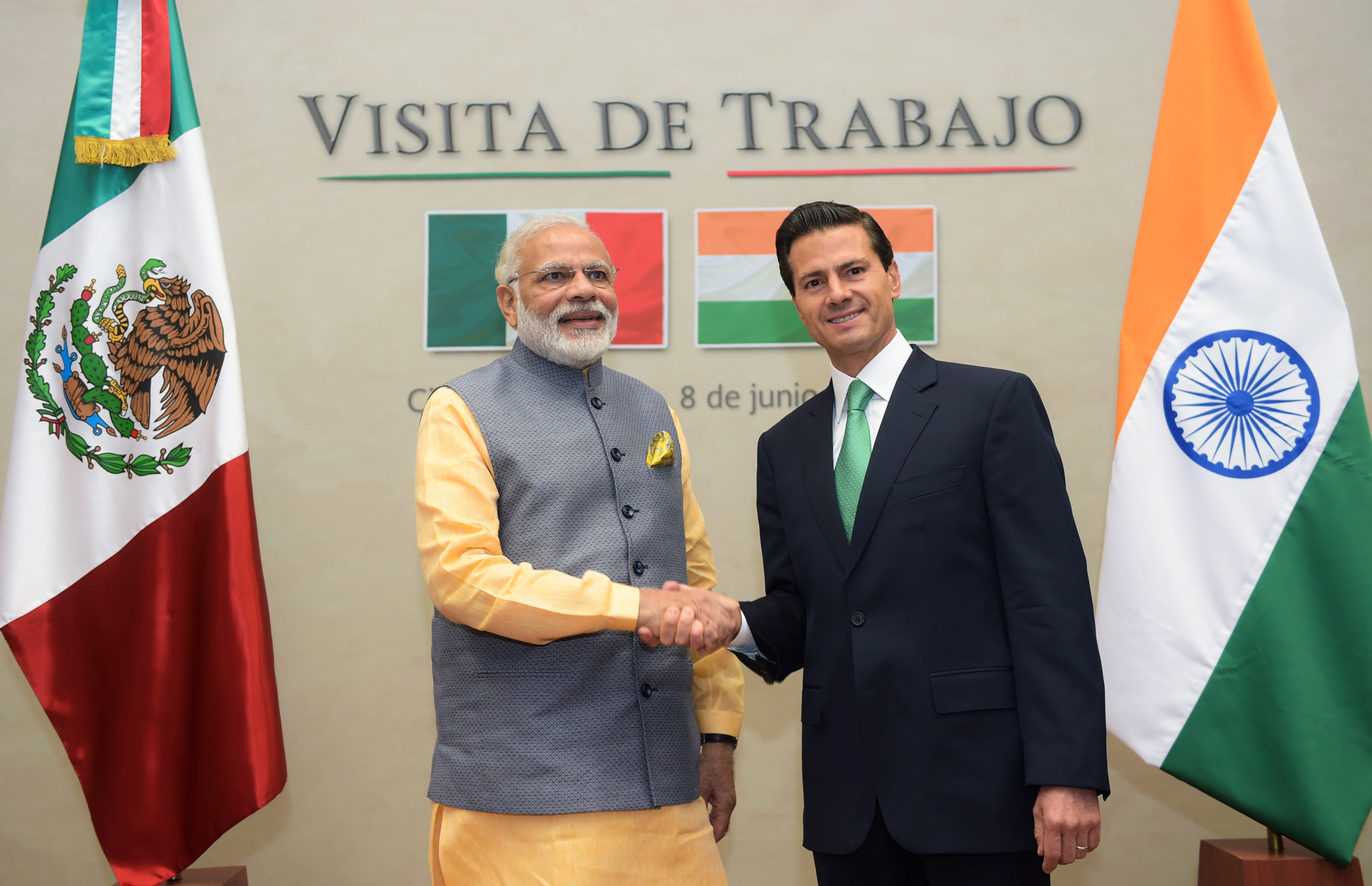
Le président du Mexique Enrique Peña Nieto avec le Premier ministre indien Narendra Modi à Mexico en 2016.

## Histoire
Pendant le colonialisme, tant en Inde qu'au Mexique, les relations et le commerce étaient assurés par les Espagnols qui, par le biais du galion Manille-Acapulco, faisaient du commerce avec les commerçants indiens et apportaient leurs produits en Nouvelle-Espagne (l'actuel Mexique). Dans les années 1500, quelques centaines d'Indiens ont été pris comme esclaves et transportés au Mexique. Dans les années 1600, une Indienne du Mexique connue sous le nom de Catarina de San Juan (en) a été enlevée par des pirates portugais et amenée aux Philippines. De là, elle a été amenée au Mexique et vendue à un homme dans l'État mexicain de Puebla. Sa présence à Puebla a inspiré la création de la robe china poblana, basée sur les robes traditionnelles qu'elle portait.
En 1947, le Mexique est devenu la première nation d'Amérique latine à reconnaître l'indépendance de l'Inde par rapport au Royaume-Uni,. Le 1er août 1950, les deux nations ont établi des relations diplomatiques et l'année suivante, le Mexique a ouvert une ambassade à Delhi. Pour montrer l'importance des nouvelles relations entre les deux nations, le premier ambassadeur mexicain en Inde a été l'ancien président mexicain Emilio Portes Gil. En 1962, le lauréat du prix Nobel Octavio Paz a été nommé ambassadeur en Inde.
En 1961, le premier ministre Jawaharlal Nehru est devenu le premier chef d'État indien à se rendre au Mexique. En 1962, le président mexicain Adolfo López Mateos a effectué une visite officielle en Inde. Il y aura beaucoup d'autres visites de haut niveau entre les dirigeants des deux nations.
Au cours du mouvement de libération de Goa (en), lorsque les tensions indoportugaises sont montées en flèche, le Mexique a offert au gouvernement indien son influence en Amérique latine pour faire pression sur les Portugais afin de soulager les tensions.
Les deux nations travaillent en étroite collaboration au sein de plusieurs organisations multilatérales. En 2010, l'Inde a ouvert un centre culturel à Mexico en réponse aux intérêts généraux manifestés au Mexique par les différentes facettes de la culture et du mode de vie indiens.